# Jeremy Hanley
Jeremy James Hanley (né le 17 novembre 1945) est un homme politique du Royaume-Uni. Il est président du Parti conservateur de 1994 à 1995 et député de Richmond et Barnes de 1983 à 1997. 

## Carrière
Hanley fait ses études à la Rugby School et commence sa carrière chez Peat Marwick Mitchell & Company (maintenant KPMG) en tant que commis stagiaire en 1963. Il obtient son diplôme de comptable agréé en 1969 et d'expert-comptable en 1980. Il rejoint la Financial Training Company, responsable de la formation des comptables agréés, en tant que chargé de cours en droit et comptabilité (aujourd'hui Kaplan Financial Ltd), et est devenu le vice-président de l'organisation. 
Hanley s'est présenté sans succès en tant que candidat du Parti conservateur aux élections partielles de 1978 à Lambeth Central, et pour le même siège aux Élections générales britanniques de 1979, avant de devenir député de Richmond et Barnes aux élections générales de 1983, battant de peu le SDP – Libéral Alan Watson . Lors de son premier jour à la Chambre des communes, il finit par s'asseoir à côté d'Ian Paisley et s'est présenté en disant: "Comment allez-vous? Je ne savais pas que tu étais de notre côté ", ce à quoi Paisley a répondu: "Ne confondez jamais être assis à vos côtés et être à vos côtés". 
Hanley est le secrétaire parlementaire privé (PPS) de Richard Luce de 1987 à 1990, et brièvement le PPS de Chris Patten. Il est devenu sous-secrétaire d'État au Bureau pour l'Irlande du Nord en 1990 et ministre d'État au ministère de la Défense en 1993. 
En 1994, Hanley est nommé au Cabinet par le Premier ministre John Major, qui fait de lui le président du Parti conservateur et un ministre sans portefeuille. Il occupe ce poste jusqu'au remaniement ministériel de 1995, date à laquelle il est transféré au poste de ministre hors Cabinet au ministère des Affaires étrangères, où il est resté jusqu'aux élections générales de 1997. 
Hanley est membre du Conseil privé depuis 1994.   
La circonscription de Hanley de Richmond et Barnes est abolie dans le cadre d'un nouveau tracé des circonscriptions avant les élections de 1997. Il est candidat conservateur dans la nouvelle circonscription de Richmond Park, mais est battu par la candidate libérale démocrate Jenny Tonge. 
Hanley est nommé chevalier dans la liste des honneurs d'adieu de John Major en 1997. Il est également Freeman de la City de Londres et maître de la Worshipful Company of Chartered Accountants. 
Depuis qu'il a quitté la politique, Hanley siège à un certain nombre de conseils d'administration et en tant que directeur de la Chambre de commerce arabo-britannique. 

## Vie privée
Hanley est le fils des acteurs Jimmy Hanley (en) et Dinah Sheridan. Sa sœur, Jenny Hanley, est devenue actrice et présentatrice de télévision dans les années 1970. En 1973, il épouse Verna, vicomtesse Villiers, (née Stott, ancienne épouse de George Henry Child Villiers, vicomte Villiers, décédée en 1998) et a un fils, un fils par un précédent mariage et une belle-fille . 